# Paek Nam-sun
Paek Nam-sun, född 13 mars 1929 i Kilchu i nuvarande Nordkorea, död 2 januari 2007, var en nordkoreansk politiker och utrikesminister från 1998 och fram till sin död. Efterträddes som Nordkoreas utrikesminister av Pak Ui-Chun 18 maj 2007.
Paek Nam-sun utbildades vid Kim Il Sung-universitetet i Pyongyang och började sin karriär inom utrikespolitiken som vice ordförande för Koreas arbetarpartis utrikeskommittée 1968. Han tjänstgjorde som ambassadör i Polen 1974 till 1979. Paek Nam-sun var under många år ledande inom nordkoreanska Röda Korset.

## Död
Paek dog 2 januari 2007 i Pyongyang av en njuråkomma (nordkoreanska medier har inte specificerat dödsorsaken närmare). Både FN:s generalsekreterare Ban Ki-Moon och Nordkoreas ledare Kim Jong Il skickade sina kondoleanser.  Under hans sjukdomstid hade Kim Kye Gwan, i sin egenskap av vice utrikesminister, skött Paeks uppgifter, men efter hans död tillträdde Kang Sok-ju som tillförordnad utrikesminister tills Pak Ui-Chun utnämndes till ny utrikesminister. 